# Японские дороги национального значения
Дороги национального значения (яп. 一般国道 иппан кокудо:) — сеть магистральных автодорог по территории Японии. Администрируются министерством земли, инфраструктуры, транспорта и туризма.

## История
В 1952 году была введена классификация дорог Японии национального значения — они были разделены на дороги 1-го класса и дороги 2-го класса. Дорогам 1-го класса были присвоены номера из одной или двух цифр, дорогам 2-го класса — номера из трёх цифр. Всего на тот момент существовало 459 дорог национального значения.
В 1964 году было убрано разделение на классы, а новым дорогам стали присваивать только трёхзначные номера, в результате чего номера с 58 по 100 остались неиспользованными.
Когда в 1972 году префектура Окинава вернулась под юрисдикцию Японии, на ней была создана дорога № 58.
Из-за объединения дорог или изменения маршрутов некоторые номера стали вакантными.

## Маркировка

Щит с символикой японских национальных дорог

Символом дорог является перевёрнутый синий треугольный щит с закруглёнными краями. В верхней части щита нанесены иероглифы 国道 («дорога национального значения»), в нижней — английское слово «route» («маршрут»). В центральной части щита помещается номер дороги.

## Список национальных дорог

### от 1 до 58
01 02 03 04 05 06 07 08 09 10 

11 12 13 14 15 16 17 18 19 20 

21 22 23 24 25 26 27 28 29 30 

31 32 33 34 35 36 37 38 39 40 

41 42 43 44 45 46 47 48 49 50 

51 52 53 54 55 56 57 58

### с 101 до 200
101 102 103 104 105 106 107 108 

      112 113 114 115 116 117 118 119 120 

121 122 123 124 125 126 127 128 129 130 

131 132 133 134 135 136 137 138 139 140 

141 142 143 144 145 146 147 148 149 150 

151 152 153 154 155 156 157 158 159 160 

161 162 163 164 165 166 167 168 169 170 

171 172 173 174 175 176 177 178 179 180 

181 182 183 184 185 186 187 188 189 190 

191 192 193 194 195 196 197 198 199 200

### с 201 до 300
201 202 203 204 205 206 207 208 209 210 

211 212 213                    217 218 219 220 

221 222 223 224 225 226 227 228 229 230 

231 232 233 234 235 236 237 238 239 240 

241 242 243 244 245 246 247 248 249 250 

251 252 253 254 255 256 257 258 259 260 

261 262 263 264 265 266 267 268 269 270 

271 272 273 274 275 276 277 278 279 280 

281 282 283 284 285 286 287 288 289 290 

291 292 293 294 295 296 297 298 299 300

### с 301 до 400
301 302 303 304 305 306 307 308 309 310 

311 312 313 314 315 316 317 318 319 320 

321 322 323 324 325 326 327 328 329 330 

331 332 333 334 335 336 337 338 339 340 

341 342 343 344 345 346 347 348 349 350 

351 352 353 354 355 356 357 358 359 360 

361 362 363 364 365 366 367 368 369 370 

371 372 373 374 375 376 377 378 379 380 

381 382 383 384 385 386 387 388 389 390 

391 392 393 394 395 396 397 398 399 400

### с 401 до 507
401 402 403 404 405 406 407 408 409 410 

411 412 413 414 415 416 417 418 419 420 

421 422 423 424 425 426 427 428 429 430 

431 432 433 434 435 436 437 438 439 440 

441 442 443 444 445 446 447 448 449 450 

451 452 453 454 455 456 457 458 459 460 

461 462 463 464 465 466 467 468 469 470 

471 472 473 474 475 476 477 478 479 480 

481 482 483 484 485 486 487 488 489 490 

491 492 493 494 495 496 497 498 499 500
501 502 503 504 505 506 507